# Jindynastin (265–420)

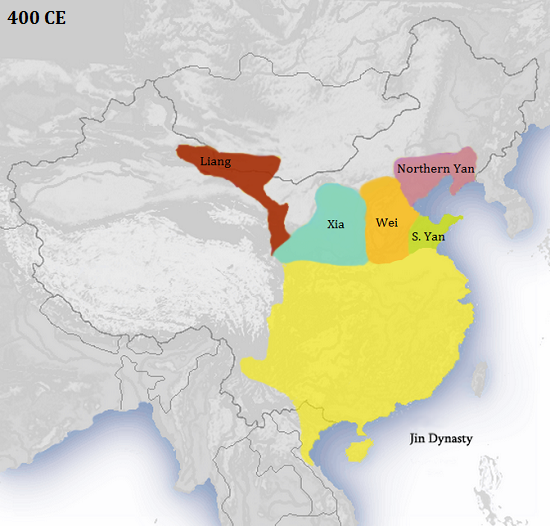
Jindynastins territorium år 400

Jindynastin (晋朝; Jìncháo) var en kinesisk dynasti som existerade från 265 till 420. Jindynastin var delvis samtida med perioden De sexton kungadömena, och efterföljdes av epoken De sydliga och nordliga dynastierna. Dynastin grundades av Sima Yan som 265 avsatte Cao Weidynastins regenter. År 280 erövrades även riket Östra Wu varefter hela kina var enat, och perioden De tre kungadömena var avslutad.
Jindynastin delades i två distinkta faser; Västra Jin och Östra Jin.

## Västra Jindynastin (267–316)
Efter Sima Yans död 290 bröt stridigheter ut i landet och riket börjad falla samman och feodalstyren etablerades. Xiongnu, och andra nomadfolk stärkte sina positioner, och 311 hade Xiongnu, från riket Tidigare Zhao, erövrat och förstört huvudstaden Luoyang, varefter Jindynasins regenter flyttade till Chang’an (dagens Xi’an) 316 kapitulerade kejsar Jin Mindi till Xiongnu varefter han blev avrättad.

## Östra Jindynastin (317–420)
En prins från kejsarfamiljen återinstallerade 317 hovet i Jiankang (dagens Nanjing) och etablerade Östra Jindynastin som räknas som en av De sex dynastierna.
Inrikesproblemen fortsatte och även krig bröt ut mot de nybildade staterna i norra Kina. Trots de politiska problemen var perioden högstående kulturellt och buddhismen hade stort inflytande. Framstående konstnärer, kalligrafister och poeter, såsom Gu Kaizhi, Wang Xizhi, Xie Lingyun och Tao Qian härrör till perioden.
År 347 återerövrade Jindynastin Sichuan från Cheng Han. Jindynastin föll efter en militärkupp 420 ledd av Liu Yu, som därefter etablerade Liu Songdynastin.

## Regentlängd
| Nr                                | Postumt namn                      | Tempelnamn                        | Regeringstid                      | Personnamn                        | Regeringsperiod |                                   |                                   |
| Västra Jindynastin 西晉 (265–316) | Västra Jindynastin 西晉 (265–316) | Västra Jindynastin 西晉 (265–316) | Västra Jindynastin 西晉 (265–316) | Västra Jindynastin 西晉 (265–316) | Västra Jindynastin 西晉 (265–316) | Västra Jindynastin 西晉 (265–316) | Västra Jindynastin 西晉 (265–316) |
| --------------------------------- | --------------------------------- | --------------------------------- | --------------------------------- | --------------------------------- | --- | --------------------------------- | --------------------------------- |
| 1                                 | Jin Wudi 晉武帝                   | Shizu 世祖                        | 265 ↓ 289                         | Sima Yan 司馬炎                   | Taishi 泰始 265–274 Xianning 咸寧 275–279 Taikang 太康 280–289 Taixi 太熙 290 |                                   |                                   |
| 2                                 | Jin Huidi 晉惠帝                  |                                   | 290 ↓ 306                         | Sima Zhong 司馬衷                 | Yongxi 永熙 290 Yongping 永平 291 Yuankang 元康 291–299 Yongkang 永康 300 Yongning 永寧 301 Taian 太安 302–303 Yongan 永安 304 Jianwu 建武 304 Yongxing 永興 304–305 Guangxi 光熙 306 |                                   |                                   |
| 3                                 | Jin Huaidi 晉懷帝                 |                                   | 306 ↓ 312                         | Sima Chi 司馬熾                   | Yongjia 永嘉 307–312 |                                   |                                   |
| 4                                 | Jin Mindi 晉愍帝                  |                                   | 313 ↓ 316                         | Sima Ye 司馬鄴                    | Jianxing 建興 313–316 |                                   |                                   |
| Östra Jindynastin 東晉 (317–420)  |                                   |                                   |                                   |                                   | |                                   |                                   |
| 5                                 | Jin Yuandi 晉元帝                 | Zhongzong 中宗                    | 317 ↓ 322                         | Sima Rui 司馬睿                   | Jianwu 建武 317 Daxing 大興 (Taixing 太興) 318–321 Yongchang 永昌 322 |                                   |                                   |
| 6                                 | Jin Mingdi 晉明帝                 | Suzong 肅宗                       | 322 ↓ 325                         | Sima Shao 司馬紹                  | Taining 太寧 323–325 |                                   |                                   |
| 7                                 | Jin Chengdii 晉成帝               | Xianzong 顯宗                     | 325 ↓ 342                         | Sima Yan 司馬衍                   | Xianhe 咸和 326–334 Xiankang 咸康 335–342 |                                   |                                   |
| 8                                 | Jin Kangdi 晉康帝                 |                                   | 342 ↓ 344                         | Sima Yue 司馬岳                   | Jianyuan 建元 343–344 |                                   |                                   |
| 9                                 | Jin Mudi 晉穆帝                   | Xiaozong 孝宗                     | 344 ↓ 361                         | Sima Dan 司馬聃                   | Yonghe 永和 345–356 Shengping 升平 357–361 |                                   |                                   |
| 10                                | Jin Aidi 晉哀帝                   |                                   | 361 ↓ 365                         | Sima Pi 司馬丕                    | Longhe 隆和 362 Xingning 興寧 363–365 |                                   |                                   |
| 11                                | Jin Feidi 晉廢帝                  |                                   | 365 ↓ 370                         | Sima Yi 司馬奕                    | Taihe 太和 366–370 |                                   |                                   |
| 12                                | Jin Jianwendi 晉簡文帝            | Taizong 太宗                      | 371 ↓ 372                         | Sima Yu 司馬昱                    | Xian'an 咸安 371–372 |                                   |                                   |
| 13                                | Jin Xiaowudi 晉孝武帝             | Liezong 烈宗                      | 372 ↓ 396                         | Sima Yao 司馬耀                   | Ningkang 寧康 373–375 Taiyuan 泰元 376–396 |                                   |                                   |
| 14                                | Jin Andi 晉安帝                   |                                   | 396 ↓ 418                         | Sima Dezong 司馬德宗              | Longan 隆安 397–401 Yuanxing 元興 402 Daheng 大亨 402–403 Yuanxing 元興 403–404 Yixi 義熙 405–418                                                                                     |                                   |                                   |
| 15                                | Jin Gongdi 晉恭帝                 |                                   | 418 ↓ 420                         | Sima Dewen 司馬德文               | Yuanxi 元熙 419–420 |                                   |                                   |